# Romuald et Juliette
Pour plus de détails, voir Fiche technique et Distribution.
Romuald et Juliette est un film français réalisé par Coline Serreau, sorti en 1989.

## Synopsis
Juliette Bonaventure, antillaise, élève seule ses cinq enfants dans une cité HLM et gagne sa vie en tant que femme de ménage de l'immeuble abritant la société de produits laitiers Blanlait.
Un jour, par hasard, elle découvre que certains collaborateurs de Romuald Blindet — le PDG de l'entreprise Blanlait — sont impliqués dans une louche affaire boursière ayant entraîné un empoisonnement des yaourts. Elle en informe Romuald qui ne prend d'abord pas au sérieux les accusations d'une « simple femme de ménage », d'autant plus qu'elle lui laisse également entendre que sa propre épouse le trompe — sans lui reprocher pour autant d'avoir lui-même une liaison avec sa secrétaire. 
Ayant tardivement découvert le pot aux roses, Romuald se retrouve piégé. Traqué par la Brigade financière et n'ayant confiance en personne, il sollicite l'aide de Juliette, demandant à cette dernière de bien vouloir l'héberger le temps de prouver son innocence. Juliette accepte et regarde, sans mot dire, Romuald prendre ses aises chez elle, sans lever le petit doigt pour la soulager dans ses tâches quotidiennes. Finalement blanchi de toute accusation, il quitte l'appartement, laissant quelques billets sur la table. 
Quelques jours plus tard, alors que Romuald est aux États-Unis pour raisons professionnelles, Juliette, à son tour, fait appel à lui pour l'aider à sortir de prison son fils aîné, impliqué dans un trafic de drogue. Mais, en l'absence du PDG, sa nouvelle secrétaire, stupide et raciste, s'abstient volontairement de transmettre le message. 
Au retour de Romuald, c'est le temps des découvertes : l'identité de l'amant de sa femme, l'idiotie mesquine de sa secrétaire, et surtout, son amour pour Juliette. Il la demande alors en mariage, mais elle le repousse en lui débitant ses quatre vérités. Toutefois, Romuald s'attire habilement la sympathie et l'affection des enfants de Juliette, de sorte que celle-ci finit par céder. Tout se termine donc à la mairie, devant une assemblée stupéfaite de cette union entre deux êtres que tout, a priori, séparait.
Quelques jours plus tard, Juliette emménage dans la maison que Romuald lui a achetée — un joli pavillon agrémenté d'un jardin avec une balançoire. Alors qu'ils sont en bas de l'immeuble, Juliette laisse tomber un sac duquel s'échappe une grenouillère. Lorsque Romuald lui demande ce que c'est, Juliette lui avoue qu'elle attend un bébé de lui et ajoute en riant : « On l'appellera Caramel. »

## Fiche technique
- Titre : Romuald et Juliette
- Titre international : Mama, There's a Man in Your Bed
- Réalisation : Coline Serreau
- Scénario : Coline Serreau
- Photographie : Jean-Noël Ferragut
- Décors : Jean-Marc Stehlé
- Costumes : Dominique Morlotti et Monique Perros
- Son : Philippe Lioret
- Musique : Jérôme Reese
- Montage : Catherine Renault
- Pays :  France
- Durée : 108 minutes
- Date de sortie  : France - 22 mars 1989

## Distribution
- Daniel Auteuil : Romuald Blindet
- Firmine Richard : Juliette Bonaventure
- Pierre Vernier : Blache
- Maxime Leroux : Cloquet
- Gilles Privat : Paulin
- Catherine Salviat : Françoise Blindet
- François Berland : L'homme de la brigade financière
- Muriel Combeau : Nicole
- Alexandre Basse : Benjamin
- Aissatou Bah : Félicité
- Mamadou Bah : Désiré
- Marina M'Boa Ngong : Claire
- Sambou Tati : Aimé
- Nicolas Serreau : Fonctionnaire HLM
- Jean-Christophe Itier : Patrice
- Isabelle Carré : Valérie
- Pascal N'Zonzi : Douta
- Tadie Tuene : Otou
- Emil Abossolo-Mbo : Mari n° 2
- Akonio Dolo : Mari n° 3
- Fellow : Mari n° 4
- Michel Prud'homme : Le Maire
- José Garcia : Technicien ascenseur
- Lionel Abelanski : Un malade
- Charles Schneider : Un malade
- Carole Franck : La réceptionniste du club de tennis
- Gilles Cohen : Le chauffeur de Romuald Blindet
- Alain Fromager : Marton
- Jacques Poitrenaud : Fonctionnaire n° 1
- Jean-Marc Stehlé : Fonctionnaire n° 2
- Christian de Tillière : Fonctionnaire n° 3
- Fabienne Chaudat : Mme Salgado
- Caroline Jaquin : La nouvelle secrétaire
- Catherine Delery : La caissière
- Patrick Gimenez : Le maton
- Alain Tretout : Vidal
- Christophe Rouzaud : Le vigile de Blanlait
- Agnès Perea : Maria
- Frédéric Graziani Guevel : Un policier
- Patrick Marchand : Un policier
- Marc Soriano : Le livreur
- Yves Attal : Le juge
- Guillaume de Tonquédec : L'amant de Nicole
- Anne Kreis : Une invitée du mariage
- Shannon Finnegan

## Distinction
- Nomination : British Academy Film Award du meilleur film en langue étrangère en 1991.

## Commentaires
- La musique récurrente du film est Tin Pan Alley interprétée par Stevie Ray Vaughan.
- L'acteur José Garcia fait ses premiers pas au cinéma dans une courte scène où il incarne un réparateur d'ascenseur ainsi qu'Isabelle Carré qui interprète Valérie. Il en va de même pour Lionel Abelanski et Guillaume de Tonquédec.